# リビアの首相
リビアの首相（リビアのしゅしょう）は、リビアにおける政府の長である。ここでは1951年の独立以降の首相について記述する。
リビアは独立後、その政府の長の役職名は首相（1951年-1977年）、全国人民委員会書記（1977年-2011年）と変化し、2011年の内戦後は首相に戻っている。約1年間のリビア国民評議会による暫定統治下では、日本の外務省では「（国民暫定評議会）執行委員会委員長」が首相に相当する役職としていた。

## 歴代首相一覧（1951年以降）
| 代                                                                                | 肖像         | 氏名                                                            | 就任日         | 退任日         | 所属政党                      | 備考                                                      |
| --------------------------------------------------------------------------------- | ------------ | --------------------------------------------------------------- | -------------- | -------------- | ----------------------------- | --------------------------------------------------------- |
| リビア王国首相（1951年-1969年）                                                   |              |                                                                 |                |                |                               |                                                           |
| 初                                                                                |              | マフムード・アル＝ムンタシル محمود المنتصر                      | 1951年3月29日  | 1954年2月19日  | 無所属                        | 1期目                                                     |
| 2                                                                                 |              | ムハンマド・サーギズリー محمد الساقزلي                          | 1954年2月19日  | 1954年4月12日  | 無所属                        |                                                           |
| 3                                                                                 |              | ムスタファー・ベン・ハリーム مصطفى احمد بن حليم                 | 1954年4月12日  | 1957年5月26日  | 無所属                        |                                                           |
| 4                                                                                 |              | アブドゥルマジード・カアバール عبد المجيد كعبار                 | 1957年5月26日  | 1960年10月17日 | 無所属                        |                                                           |
| 5                                                                                 |              | ムハンマド・オスマーン・サイド محمد عثمان الصيد                 | 1960年10月17日 | 1963年3月19日  | 無所属                        |                                                           |
| 6                                                                                 |              | モヘユッディーン・フィキーニー محي الدين فكيني                  | 1963年3月19日  | 1964年1月22日  | 無所属                        |                                                           |
| 7                                                                                 |              | マフムード・アル＝ムンタシル محمود المنتصر                      | 1964年1月22日  | 1965年3月20日  | 無所属                        | 2期目                                                     |
| 8                                                                                 |              | フセイン・マーズィク حسين يوسف مازق                             | 1965年3月20日  | 1967年7月1日   | 無所属                        |                                                           |
| 9                                                                                 |              | アブドゥルカーディル・アル＝バドリー عبد القادر البدري          | 1967年7月1日   | 1967年10月25日 | 無所属                        |                                                           |
| 10                                                                                |              | アブドゥルハミード・アル＝バックーシュ عبد الحميد البكوش        | 1967年10月25日 | 1968年9月4日   | 無所属                        |                                                           |
| 11                                                                                |              | ワニース・アル＝カッザーフィー ونيس القذافي                     | 1968年9月4日   | 1969年8月31日  | 無所属                        |                                                           |
| リビア・アラブ共和国首相（1969年-1977年）                                         |              |                                                                 |                |                |                               |                                                           |
| 初                                                                                |              | マフムード・スレイマーン・アル＝マグリビー محمود سليمان المغربي | 1969年9月8日   | 1970年1月16日  | 無所属                        |                                                           |
| 2                                                                                 |              | ムアンマル・アル＝カッザーフィー مُعَمَّر القَذَّافِي                   | 1970年1月16日  | 1972年7月16日  | リビア軍 / アラブ社会主義同盟 |                                                           |
| 3                                                                                 |              | アブドッサラーム・ジャルード عبد السلام جلود                    | 1972年7月16日  | 1977年3月2日   | リビア軍 / アラブ社会主義同盟 |                                                           |
| 大リビア・アラブ社会主義人民ジャマーヒリーヤ国全国人民委員会書記（1977年-2011年） |              |                                                                 |                |                |                               |                                                           |
| 初                                                                                |              | アブドゥルアーティー・アル＝オベイディー عبد العاطي العبيدي     | 1977年3月2日   | 1979年3月2日   | 無所属                        |                                                           |
| 2                                                                                 |              | ジャードッラー・アズーズ・アッ＝タルヒー جاد الله عزوز الطلحي   | 1979年3月2日   | 1984年2月16日  | 無所属                        | 1期目                                                     |
| 3                                                                                 |              | ムハンマド・アッ＝ザルーク・ラジャブ محمد الزروق رجب            | 1984年2月16日  | 1986年3月3日   | 無所属                        |                                                           |
| 4                                                                                 |              | ジャードッラー・アズーズ・アッ＝タルヒー جاد الله عزوز الطلحي   | 1986年3月3日   | 1987年3月1日   | 無所属                        | 2期目                                                     |
| 5                                                                                 |              | ウマル・ムスタファ・アル＝ムンタシル عمر مصطفى ألمنتصر          | 1987年3月1日   | 1990年10月7日  | 無所属                        |                                                           |
| 6                                                                                 |              | アブーザイド・オマル・ドールダ أبو زيد عمر دوردة                | 1990年10月7日  | 1994年1月29日  | 無所属                        |                                                           |
| 7                                                                                 |              | アブドゥルマジード・アル＝ガウード عبد المجيد القعود            | 1994年1月29日  | 1997年12月29日 | 無所属                        |                                                           |
| 8                                                                                 |              | ムハンマド・アフマド・アル＝マングーシュ محمد أحمد المنقوش      | 1997年12月29日 | 2000年3月1日   | 無所属                        |                                                           |
| 9                                                                                 |              | イムバーレク・シャーメフ امبارك عبدالله الشامخ                  | 2000年3月1日   | 2003年6月14日  | 無所属                        |                                                           |
| 10                                                                                |              | シュクリー・ガーネム شكري محمد غانم                             | 2003年6月14日  | 2006年3月5日   | 無所属                        |                                                           |
| 11                                                                                |              | バグダーディ・アル＝マフムーディ البغدادي علي المحمودي          | 2006年3月5日   | 2011年8月23日  | 無所属                        |                                                           |
| リビア首相（2011年-2013年）                                                       |              |                                                                 |                |                |                               |                                                           |
| -                                                                                 |              | マフムード・ジブリール محمود جبريل                              | 2011年3月23日  | 2011年10月23日 | 無所属                        | 暫定首相                                                  |
| -                                                                                 |              | アリー・タルフーニ علي الترهوني                                 | 2011年10月23日 | 2011年11月24日 | 無所属                        | 暫定首相代行                                              |
| -                                                                                 |              | アブドッラヒーム・アル＝キーブ عبد الرحيم الكيب                 | 2011年11月24日 | 2012年11月14日 | 無所属                        | 暫定首相                                                  |
| 1                                                                                 |              | アリー・ゼイダーン علي زيدان                                    | 2012年11月14日 | 2013年1月9日   | 無所属                        |                                                           |
| リビア首相（2013年-）                                                             |              |                                                                 |                |                |                               |                                                           |
| (1)                                                                               |              | アリー・ゼイダーン علي زيدان                                    | 2013年1月9日   | 2014年3月11日  | 無所属                        |                                                           |
| -                                                                                 |              | アブドゥッラー・アッ＝スィニー عبد الله الثني                   | 2014年3月11日  | 2014年4月8日   | 無所属                        | 首相代行                                                  |
| 2                                                                                 | 2014年4月8日 | アブドゥッラー・アッ＝スィニー عبد الله الثني                   | 2014年5月25日  |                | 無所属                        |                                                           |
| -                                                                                 |              | アハマド・マイティーク أحمد معيتيق                              | 2014年5月25日  | 2014年6月9日   |                               |                                                           |
| (2)                                                                               |              | アブドゥッラー・アッ＝スィニー عبد الله الثني                   | 2014年6月9日   | 2016年4月1日   |                               | 代議院(HoR)                                               |
| 自称                                                                              | 2016年4月1日 | アブドゥッラー・アッ＝スィニー عبد الله الثني                   | 2021年3月15日  |                | 代議院(HoR)                   |                                                           |
| 自称                                                                              |              | オマル・アル＝ハーシー عمر الحاسي                               | 2014年9月6日   | 2015年4月1日   | 無所属                        | 国民議会(GNC)                                             |
| 自称                                                                              |              | ハリーファ・アル＝グワイル خليفة الغويل                         | 2015年4月1日   | 2016年4月5日   | 無所属                        | 国民議会(GNC)                                             |
| 3                                                                                 |              | ファイズ・サラージ فايز السراج                                  | 2016年4月1日   | 2021年3月15日  | 無所属                        | 国民合意政府(GNA) 大統領評議会議長 （国連の支持を受ける） |
| 自称                                                                              |              | ハリーファ・アル＝グワイル خليفة الغويل                         | 2016年10月14日 | 2017年3月16日  | 無所属                        | 国民議会(GNC)                                             |
| 自称                                                                              |              | オマル・アル＝ハーシー عمر الحاسي                               | 2016年12月1日  | 現職           | 無所属                        | 革命高等評議会議長                                        |
| 4                                                                                 |              | アブドゥルハミード・ドベイバ عبد الحميد الدبيبة                 | 2021年3月15日  | 現職           | 無所属                        | 国民統一政府(GNU)                                         |
| 自称                                                                              |              | ファトヒー・バーシュアガー فتحي علي عبد السلام باشاغا           | 2022年3月3日   | 2023年5月16日  |                               | 代議院(HoR)                                               |
| 自称                                                                              |              | オサーマ・ハンマード Osama Hammad أسامة حماد                    | 2023年5月16日  | 現職           |                               | 代議院(HoR)                                               |

### 複数政府による分裂
2012年7月に国民議会選挙が実施され、内戦後のリビアを暫定的に率いてきたリビア国民評議会(NTC)は8月8日に新しい議会である国民議会(GNC、General National Congress)に権限を移譲し解散。2014年6月25日に行われた代議院(HoR、House of Representatives)選挙の結果、GNCで多数を占めていたイスラム勢力は影響力を失い、旧GNCを支持する勢力となった。8月4日にGNCからHoRへの権限委譲が行われたものの、旧GNCを支持する勢力との対立は深まり、9月に旧GNC勢力はオマル・アル＝ハーシーを首班とする「救国政府」の発足を宣言し、新たな新国民議会(new GNC)を設置した。一方、国際的な信任を受けるHoRはアブドゥッラー・アッ＝スィニーを首相とし、ここにリビアは事実上の二重政府状態となった。
その後、両者はファイズ・サラージを首班とする統一政府「国民合意政府」(GNA、Government of National Accord)を樹立することで合意し、2016年3月31日をもってGNCはサラージを議長とする大統領評議会に権限を移譲するとした。4月5日にGNCは統一政府への権限委譲を承認したが、もう一方のHoRは統一政府を承認せず、スィニー首相率いる政府は依然として残った。8月にはHoRが統一政府側の内閣を否決し、統一政府は法的な正当性を持たない状態に陥った。
2016年10月14日、いったんは統一政府への権限委譲を決め表舞台から去っていたはずのGNCが、統一政府の最高諮問機関である国家評議会を占拠し、事実上のクーデターを起こす。GNCは再びハリーファ・アル＝グワイルを首班とする政府の発足を宣言し、ここにリビアは国際的な支持を受ける統一政府のサラージ政権、GNCのグワイル政権、そしてHoRのスィニー政権という3大勢力によって統治される状態となった。さらに同年12月1日には、かつてGNC政権の自称「首相」を務めたオマル・アル＝ハーシーが革命高等評議会の設立を宣言、新たに正当性を主張する政府がリビアに誕生した。
2021年2月にスイスのジュネーヴにて会合が開かれた国連主導のリビア政治対話フォーラムにおいて、12月の選挙まで暫定的に大統領評議会議長をムハンマド・アル＝メンフィ、首相をアブドゥルハミード・ドベイバとすることで合意し、3月10日にトブルクのHoRがドベイバを首班とする暫定政権の閣僚人事を賛成多数で承認。トリポリの大統領評議会側も新政権への権限移譲に同意し、3月15日に暫定統一政権が発足した。
しかし2021年12月に予定されていた大統領選挙は投票規則などを巡って各陣営の合意が得られず、ドベイバが選挙を実施できなかったことでHoRはファトヒー・バーシュアガー元内務大臣を独自に新首相に選出。これに対しドベイバは選挙によってのみ政権移譲を認めると繰り返し主張し、辞任を拒否。3月1日はHoRがバーシュアガーを首相とする新内閣を承認し、リビアは再び二重政府状態に陥ったが、国際連合は暫定統一政権のドベイバを引き続き首相と認める立場をとっている。バーシュアガーはトリポリ地区では首相に就任することができず、HoRは2023年5月16日にオサマ・ハマド財務相を投票で後任に選出した。HoRは2024年8月13日に改めてドベイバ政権の任期終了を確認し、新たな統一政府が選出するまではハマド政権を正統とみなす決定を下している。